# Grigore Nagacevschi
Grigore Nagacevschi (n. 7 februarie 1929, Corjova, Tighina, Basarabia - d. 8 august 2021, București) a fost un actor român de teatru și film.

## Biografie
Grigore Nagacevschi s-a născut la 7 februarie 1929 în Republica Moldova. A absolvit IATC-ul în anul 1950, la clasa profesoarei Aura Buzescu. În prezent este actor la Teatrul Național din București.

## Roluri în teatru
- Postelnicul Șteful - „Apus de soare" de Barbu Ștefănescu Delavrancea, regia Dan Pița, 2004
- Niță - „Ultima oră" de Mihail Sebastian, regia Anca Ovanez Doroșenco, din 2004
- Fotograful - „Crimă pentru pământ" după Dinu Săraru, scenariul și regia Grigore Gonța, din 2004
- Ubertino - „Numele trandafirului" după Umberto Eco, regia Grigore Gonța, 1999
- „Livada cu vișini" de Anton Pavlovici Cehov, regia Andrei Șerban, 1992
- Alexandru cel Bun - „Moștenirea" de Titus Popovici, regia Horea Popescu, 1989
- Episcopul - „Cheile orașului Breda" de Ștefan Berceanu, regia Sanda Manu, 1981
- Samurcaș - „Zodia taurului" de Mihnea Gheorghiu, regia Mihai Berechet, 1973
- Luca Arbore - „Săptămâna patimilor" de Petre Anghel, regia George Teodorescu, 1971
- Răzeșul - „Răzvan și Vidra" de Bogdan Petriceicu Hasdeu, regia Sică Alexandrescu, 1967
- Rumân Gruie - „Vlaicu Vodă" de Alexandru Davila, regia Sică Alexandrescu, 1965
- Filip - „Febre" de Horia Lovinescu, regia Miron Nicolescu, 1962
- Gheorghe - „Năpasta" de Ion Luca Caragiale, regia Miron Nicolescu, 1959
- Moș Hrăman - „Apus de soare" de Barbu Ștefănescu Delavrancea, regia Marietta Sadova, 1956

## Filmografie
- Ciulinii Bărăganului (1958)
- Valurile Dunării (1960)
- Partea ta de vină... (1963)
- Mihai Viteazul (1971)
- Premiera (1976)
- Vine poliția (2008) - Insomniacul
- Îngeri pierduți (2013) - Tatăl Mirelei